# Hermann Blumenthal (Bildhauer)

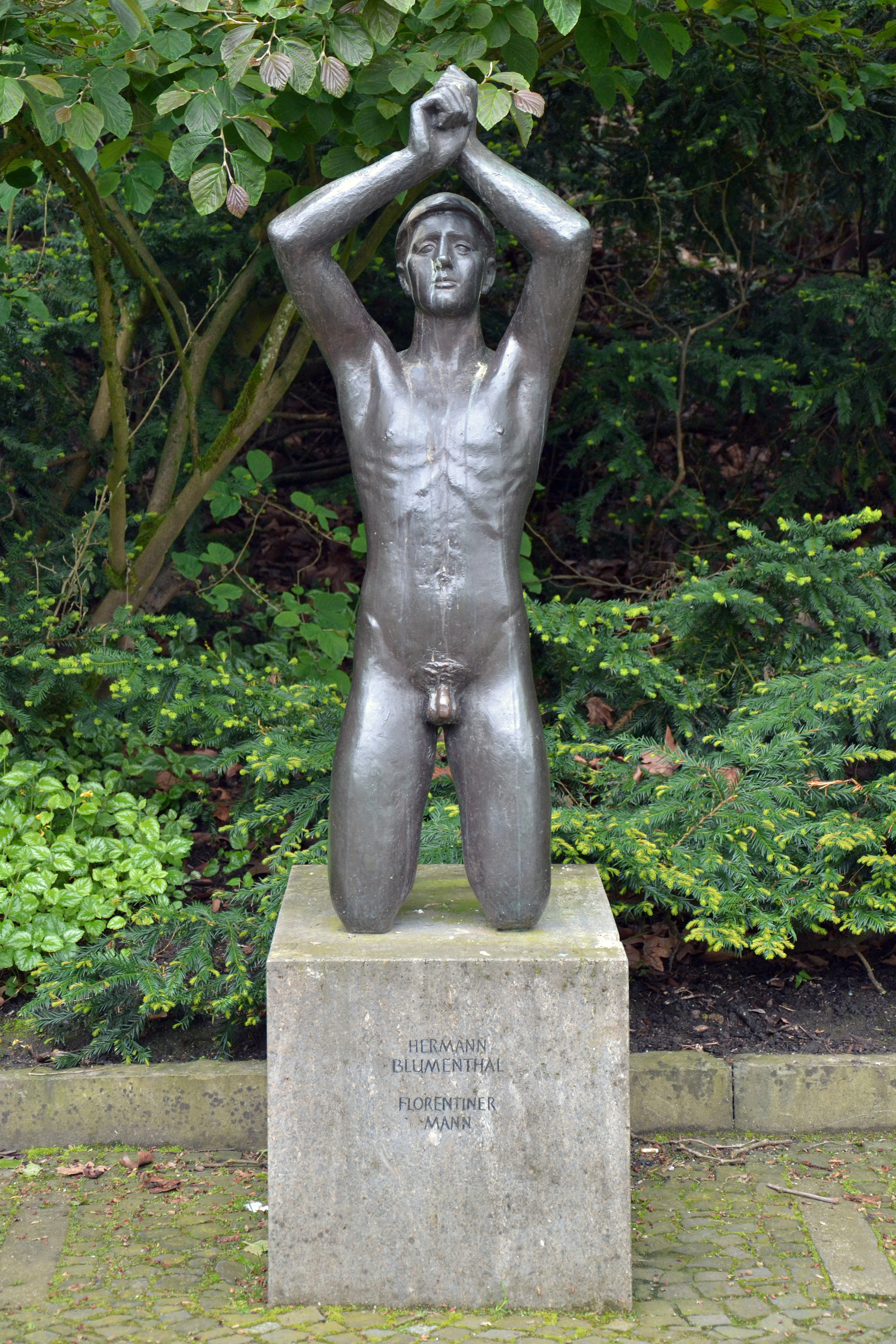
Florentiner Mann (1937), heute im Grugapark in Essen

Hermann Blumenthal (* 31. Dezember 1905 in Essen; † 17. August 1942 nahe Kljasticy, Russland) war ein deutscher Bildhauer.

## Leben
Hermann Blumenthals Zeichentalent fiel bereits in der Schule auf. Auf eigenen Wunsch verließ er 1920 vierzehnjährig die Oberrealschule und begann in seiner Heimatstadt eine Steinmetzlehre, die er 1924 abschloss. Anschließend arbeitete er als Geselle und führte unter anderem Werke für Will Lammert aus. Von 1923 bis zu seinem Wechsel nach Berlin 1925 belegte er Abend- und Sonntagskurse an der Essener Kunstgewerbeschule, der späteren Folkwang Hochschule. Sein Lehrer im Modellieren und Aktzeichnen war Joseph Enseling.
Im Oktober 1925 immatrikulierte sich Blumenthal an den Vereinigten Staatsschulen für Freie und Angewandte Kunst in Berlin. Zunächst studierte er bei Wilhelm Gerstel, ab 1927 bei Edwin Scharff, dessen Meisterschüler er 1929 wurde. 1931 beendete er seine akademische Ausbildung.
Bereits 1928 stellte Blumenthal erstmals in der Preußischen Akademie der Künste aus, ein Jahr später wurde er Mitglied des Deutschen Künstlerbundes und erhielt den Preis der Stadt Köln.
Blumenthal galt als sehr begabter junger Bildhauer, der vor allem von Edwin Scharff früh gefördert wurde. 1930 bewarb er sich erfolgreich um den „Großen Staatspreis“ der Preußischen Akademie der Künste, der zu einem neunmonatigen Aufenthalt in der Villa Massimo in Rom berechtigte. Die politischen Verhältnisse waren zum Ende der Weimarer Republik bereits so radikalisiert, dass Blumenthal anlässlich der Preisverleihung in der rechtsgerichteten Presse auf Grund seines Namens als „Jude“ diffamiert wurde.
Im Oktober 1931 reiste der junge Bildhauer nach Rom und festigte dort seine eigene Formensprache. Waren seine frühen Werke noch an dem kubistisch-eleganten Stil seines Lehrers Edwin Scharff orientiert gewesen, so fand Blumenthal unter dem Eindruck antiker Kunst der Vorklassik zu einem beruhigten Menschenbild, das sich formal mit einfachen Zuständlichkeiten, wie Sitzen, Stehen und Knien, auseinandersetzte.
Von 1932 bis 1934 lebte Blumenthal in Nowawes in wirtschaftlich schwierigen Verhältnissen. Ende 1934 konnte er einen Arbeitsraum in der Ateliergemeinschaft Klosterstraße in Berlin-Mitte beziehen. Über die Jahre fand sich in der Klosterstraße eine Gruppe von Malern und Bildhauern zusammen, die versuchte, auch im Nationalsozialismus ein individuelles Kunstverständnis zu bewahren.
Eine enge künstlerische Verbindung bestand zwischen Ludwig Kasper und Hermann Blumenthal, auch Gerhard Marcks und Toni Stadler gehörten zu dieser Gruppe von eigenständigen Bildhauern.
Durch ihren offiziell nicht geschätzten Kunststil hatten es diese Bildhauer schwer, ihren Lebensunterhalt zu verdienen. Vor allem Blumenthal war stets auf Stipendien und andere Unterstützung angewiesen. In der Zeit des Nationalsozialismus war er jedoch als Mitglied der Reichskammer der bildenden Künste nachweislich an mindestens 24 Gruppenausstellungen beteiligt, darunter 1941 die Große Deutsche Kunstausstellung in München mit der Porträtbüste der Schauspielerin Ruth Gernholtz (Bronze). 1935 wurde ihm ein Studienaufenthalt in Kassel finanziert. Hier schuf er mit der Figur „Großer Schreitender“ sein erstes großformatiges Hauptwerk. Während des Studienaufenthalts in Kassel heiratete Blumenthal Maria Scholz (1909–1947), das Paar bekam zwei Kinder.
1936 richtete der Galerist Karl Buchholz in Berlin dem jungen Bildhauer eine erste Einzelausstellung aus, die in der liberalen Presse positiv aufgenommen wurde. Andernorts erfuhr Blumenthal jedoch Ablehnungen: die Akademie der Künste beurteilte seinen „Individualismus“ jetzt kritisch. Blumenthal zerstörte daraufhin zahlreiche Arbeiten seines Frühwerks.
Anderseits war ihm 1936 ein erneuter Rom-Aufenthalt bewilligt worden. Von Oktober 1936 bis Juni 1937 war er erneut in der Villa Massimo. Er konnte seinen Italien-Aufenthalt durch ein Villa-Romana-Stipendium in Florenz bis Oktober 1937 verlängern. In dieser Zeit entstanden mehrere Hauptwerke, so der „Große Stehende“ und der „Große Kniende“, aber auch wichtige Kleinplastiken, wie der „Sitzende mit Tuch“ oder der „Sitzende, aufschauend“.
1937 wurden in der Nazi-Aktion „Entartete Kunst“ aus dem Museum Folkwang Essen seine Skulptur Schreitender / Junger Sportsmann (Bronze, Höhe 151,5 cm, 1931; WV Isermeyer F 23) beschlagnahmt und zur „Verwertung“ in den Kunsthandel gebracht. Seit 1960 befindet sie sich im Niedersächsischen Landesmuseum Hannover.
Nach der Rückkehr aus Italien versuchte Blumenthal zumeist durch die Teilnahme an Wettbewerben, seine finanzielle Situation zu stabilisieren. Auftragsarbeiten sollten ihm auch eine Freistellung vom Kriegsdienst ermöglichen, da er im Mai 1940 zur Wehrmacht eingezogen worden war. Mit zahllosen Bittschriften versuchten Blumenthals Freunde immer wieder, seine Entlassung aus der Armee zu erreichen. 1941 konnte er auf der Großen Deutschen Kunstausstellung eine Büste zeigen.
Im Oktober 1941 erhielt er den Auftrag, für die Burg in Krakau ein Relief zu entwerfen, wofür er zwar Arbeitsurlaub bekam, aber nicht aus der Armee entlassen wurde. Der Staatsbildhauer Arno Breker konnte schließlich eine Abkommandierung in die Heimat erwirken. Bevor der Marschbefehl Blumenthal erreichte, fiel er allerdings am 17. August 1942 auf einem Wachgang entlang der Bahnstrecke Polazk Newel in Russland.

## Auszeichnungen
- 1929: Preis der Stadt Köln anlässlich einer Ausstellung des Deutschen Künstlerbundes
- 1930: Großer Staatspreis der Preußischen Akademie der Künste, verbunden mit einem Studienaufenthalt in der Villa Massimo, Rom 1931/32
- 1935: Stipendium des Reichserziehungsministeriums, Studienaufenthalt in Kassel
- 1936: Rom-Stipendium des Reichserziehungsministeriums, Studienaufenthalt in der Villa Massimo
- 1937: Villa-Romana-Stipendium, Studienaufenthalt in Florenz
- 1939: Cornelius-Preis für Monumentalplastik der Stadt Düsseldorf
- 1955: Posthum Teilnehmer der documenta I, Kassel

## Werke

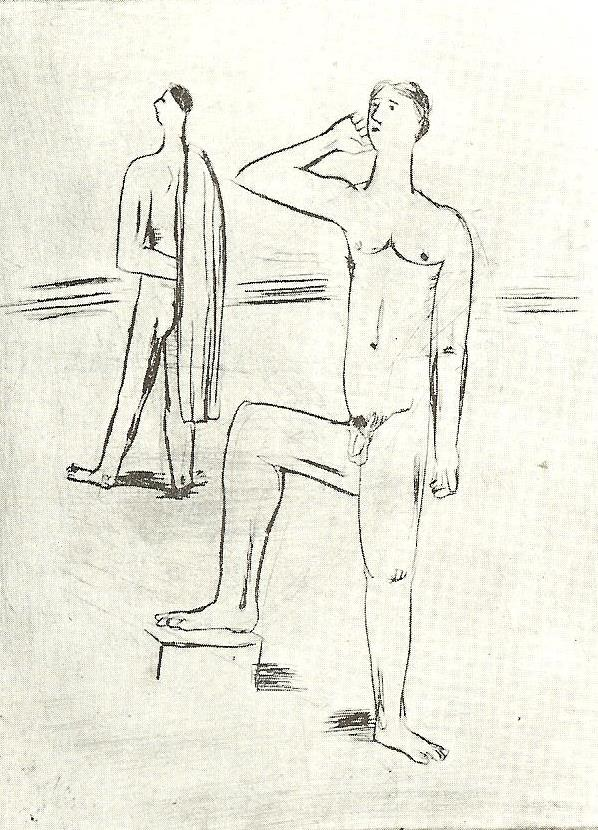
Zwei Jünglinge (1942), Radierung

- 1930: Kniender (Spinne), Bronze, H: 103 cm. Staatliche Museen zu Berlin, Nationalgalerie
- 1931/32: Kriechender (Adam), Bronze, H: 81 cm. Georg-Kolbe-Museum Berlin (Dauerleihgabe Nachlass Blumenthal)
- 1934: Acht Reliefentwürfe für das Museum Folkwang, Essen, Bronze/Gips, 58 × 40 cm. Georg-Kolbe-Museum, Berlin (Dauerleihgabe Nachlass Blumenthal)
- 1935: Porträt Ludwig Kasper, Steinguss, H: 33 cm. Georg-Kolbe-Museum, Berlin (Dauerleihgabe Nachlass Blumenthal)
- 1935/36: Großer Schreitender, Bronze, H: 180 cm. Hamburger Kunsthalle
- 1936: Sitzender aufschauend (Sterngucker), Bronze, H: 28 cm. Bayerische Staatsgemäldesammlungen, München
- 1936/37: Römischer Jüngling, Bronze, H: 180 cm. Otto-Hahn-Platz, Kiel (1955 von der Christian-Albrechts-Universität zu Kiel erworben im Gedenken an die Opfer des Dritten Reiches)[4]
- 1936/37: Großer Stehender (Römischer Mann), Steinguss, H: 202 cm. Georg-Kolbe-Museum, Berlin (Dauerleihgabe Nachlass Blumenthal)
- 1937: Großer Kniender (Florentiner Mann), Bronze, H: 150 cm. Norddeutscher Rundfunk, Hamburg
- 1938: Zwei Reliefs für Brunnenstele: Jüngling mit Ölzweig  und Zwei Frauen, Stein, 225 × 125. BASF Schwarzheide, Schwarzheide (Lausitz)